# أربريد
اربريد (بالإنجليزية: Arbyrd) هي مدينة أمريكية تقع في ولاية ميزوري. تبلغ مساحة هذه المدينة 2.6 (كم²)،ويبلغ عدد سكانها 528 نسمة حسب إحصاء سنة 2010 م 528.تشير إحصاءات سنة 2000م بأن الكثافة السكانية في هذه المدينة تقدر بـ(204.2) نسمة/كم2 

## التركيبة السكانية
قام مكتب تعداد الولايات المتحدة بتحديد بيانات التركيبة السكانية لأربريدفي تعداد الولايات المتحدة. في ما يلي، التركيبة السكانية حسب تعدادي 2000 و2010.

### تعداد عام 2000
بلغ عدد سكان أربريد 528 نسمة بحسب تعداد عام 2000، وبلغ عدد الأسر 230 أسرة وعدد العائلات 143 عائلة مقيمة في البلدة. في حين سجلت الكثافة السكانية 528.8 نسمة لكل ميل مربع (204.2/كم2). وبلغ عدد الوحدات السكنية 257 وحدة بمتوسط كثافة قدره 257.4 نسمة لكل ميل مربع (99.4/كم2).
وتوزع التركيب العرقي للبلدة بنسبة 98.48% من البيض و 0.19% من الأمريكيين الأصليين و 0.19% من الأمريكيين الأفارقة و 1.14% من عرقين مختلطين أو أكثر.
بلغ عدد الأسر 230 أسرة كانت نسبة 23.5% منها لديها أطفال تحت سن الثامنة عشر تعيش معهم، وبلغت نسبة الأزواج القاطنين مع بعضهم البعض 48.7% من أصل المجموع الكلي للأسر، ونسبة 8.3% من الأسر كان لديها معيلات من الإناث دون وجود شريك، وكانت نسبة 37.4% من غير العائلات. تألفت نسبة 34.8% من أصل جميع الأسر من أفراد ونسبة 17.0% كانوا يعيش معهم شخص وحيد يبلغ من العمر 65 عاماً فما فوق. وبلغ متوسط حجم الأسرة المعيشية 2.91، أما متوسط حجم العائلات فبلغ 2.30.
بلغ العمر الوسطي للسكان 42 عاماً. وكانت نسبة 24.1% من القاطنين تحت سن الثامنة عشر، وكانت نسبة 7.4% بين الثامنة عشر والأربعة وعشرون عاماً، ونسبة 23.9% كانت واقعةً في الفئة العمرية ما بين الخامسة والعشرون حتى والأربعة وأربعون عاماً، ونسبة 27.1% كانت ما بين الخامسة والأربعون حتى الرابعة والستون، ونسبة 17.6% كانت ضمن فئة الخامسة والستون عاماً فما فوق. يوجد لكل 100 أنثى 97.0 ذكر، ويوجد لكل 100 أنثى في الثامنة عشر من عمرها فما فوق 96.6 ذكر.
بلغ متوسط دخل الأسرة في البلدة 25,438 دولار، أما متوسط دخل العائلة فبلغ 28,929 دولار. وكان متوسط دخل الذكور 24,432 دولار مقابل 16,563 دولار للإناث. وسجل دخل الفرد الخاص بالبلدة 12,504 دولار. وكانت نسبة 14.3% من العائلات ونسبة 23.8% من السكان تحت خط الفقر، وكان من هؤلاء نسبة 28.8% تحت سن الثامنة عشر ونسبة 28.7% في الخامسة والستين من العمر وما فوق.

### تعداد عام 2010
بلغ عدد سكان أربريد 509 نسمة بحسب تعداد عام 2010، وبلغ عدد الأسر 198 أسرة وعدد العائلات 124 عائلة مقيمة في المدينة. في حين سجلت الكثافة السكانية 509.0 نسمة لكل ميل مربع (196.5/كم2). وبلغ عدد الوحدات السكنية 228 وحدة بمتوسط كثافة قدره 228.0 لكل ميل مربع (88.0/كم2).
وتوزع التركيب العرقي للمدينة بنسبة 94.30% من البيض و 0.20% من الأمريكيين الأصليين و 0.79% من عرقين مختلطين أو أكثر.
بلغ عدد الأسر 198 أسرة كانت نسبة 35.4% منها لديها أطفال تحت سن الثامنة عشر تعيش معهم، وبلغت نسبة الأزواج القاطنين مع بعضهم البعض 43.4% من أصل المجموع الكلي للأسر، ونسبة 9.6% من الأسر كان لديها معيلات من الإناث دون وجود شريك، بينما كانت نسبة 9.6% من الأسر لديها معيلون من الذكور دون وجود شريكة وكانت نسبة 37.4% من غير العائلات. تألفت نسبة 31.8% من أصل جميع الأسر من أفراد ونسبة 17.2% كانوا يعيش معهم شخص وحيد يبلغ من العمر 65 عاماً فما فوق. وبلغ متوسط حجم الأسرة المعيشية 3.24، أما متوسط حجم العائلات فبلغ 2.57.
بلغ العمر الوسطي للسكان 39.4 عاماً. وكانت نسبة 27.7% من القاطنين تحت سن الثامنة عشر، وكانت نسبة 7.3% بين الثامنة عشر والأربعة وعشرون عاماً، ونسبة 22.8% كانت واقعةً في الفئة العمرية ما بين الخامسة والعشرون حتى والأربعة وأربعون عاماً، ونسبة 23.6% كانت ما بين الخامسة والأربعون حتى الرابعة والستون، ونسبة 18.7% كانت ضمن فئة الخامسة والستون عاماً فما فوق. وتوزع التركيب الجنسي للسكان بنسبة 49.3% ذكور و50.7% إناث.